# Rafael de Buen Lozano
Rafael de Buen Lozano (La Garriga, 10 de julio de 1891-Morelia, 30 de mayo de 1966) fue un oceanógrafo, científico y profesor universitario español.

## Biografía
Nacido en 10 de julio de 1891 en la localidad catalana de La Garriga, era hijo de Odón de Buen. Tras el fin de la guerra civil, en la que participó de parte del bando republicano, partió al exilio a América. Falleció el 30 de mayo de 1966 en la ciudad mexicana de Morelia. Entre sus cinco hermanos se contaron el médico Sadí de Buen Lozano, el oceanógrafo Fernando de Buen Lozano y el jurista Demófilo de Buen Lozano.